# Aka Manah
Aka Manah è il nome Avestano del demone Zoroastriano delle intenzioni malvagie o del pensiero malvagio.
Aka Manah è il nominativo presunto dall'accusativo akem manah. Qui, manah denota uno stato dell'animo, e akem manah può essere descritto come lo stato dell'essere che previene un individuo dal compiere i suoi doveri morali. 
La personificazione di questo stato è il demone (daeva) Aka/Akem Manah, che appare in testi più tardi come Akoman/Akuman in Medio Persiano e Akvan in Persiano Moderno. 